# Política da água

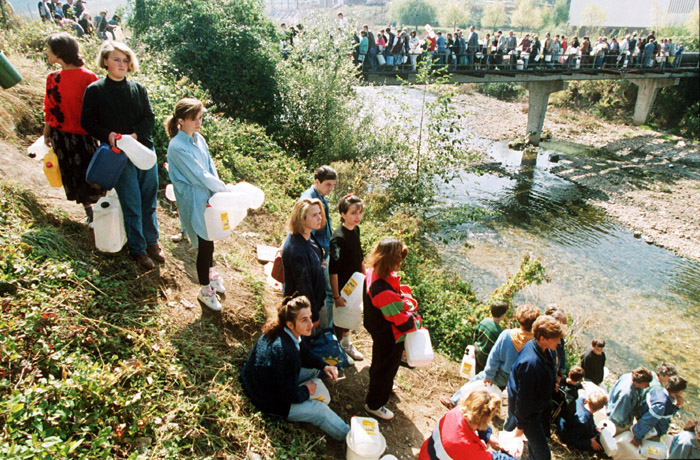
Pessoas esperando na fila para coletar água durante o cerco de Sarajevo.

Política da água, também chamada de hidropolítica, é uma política afetada pela disponibilidade de recursos hídricos, o impacto destes no conflito e cooperação entre estados.
Na definição do autor Arun P. Elhance, a hidropolítica é "o estudo sistemático do conflito e da cooperação entre os estados sobre os recursos hídricos que transcendem as fronteiras internacionais". Mollinga P.P, por sua vez, classifica-a em quatro categorias: "a política cotidiana de gestão de recursos hídricos", "a diplomacia da política da água no contexto dos estados soberanos", "a hidropolítica interestatal" e "a política global da água".
A disponibilidade de água potável per capita não é igualitária e está diminuindo em todo o mundo. As causas, relacionadas tanto à quantidade quanto à qualidade, são muitas e variadas. Incluem, dentre outros fatores, a escassez local, a disponibilidade limitada e pressões populacionais. Atividades humanas de consumo em massa, uso indevido, degradação ambiental e poluição da água, bem como as mudanças climáticas, também são causas de impacto na hidropolítica.
A água é um recurso natural estratégico, e a escassez de água limpa é um contribuinte frequente para conflitos políticos em todo o mundo. Com a diminuição da disponibilidade e o aumento da demanda por água, alguns cientistas preveem que a água potável se tornará o "próximo petróleo". Países que a têm em abundância tenderiam a se tornar ricos, casos do Brasil, Canadá, Chile, Noruega, Colômbia e Peru.
O Relatório Mundial de Desenvolvimento da Água da ONU (RMDA, 2003), do Programa Mundial de Avaliação da Água, indica que, nos próximos 20 anos, a quantidade de água disponível para todos deverá diminuir em 30%. Atualmente, 40% dos habitantes do mundo têm água doce insuficiente para sua higiene básica. Mais de 2,2 milhões de pessoas no mundo morreram em 2000 por doenças relacionadas ao consumo de água contaminada ou à seca. Em 2004, a instituição de caridade britânica WaterAid relatou que uma criança morre a cada 15 segundos de doenças facilmente evitáveis relacionadas à água; muitas vezes isso significa falta de disposição de esgoto e/ou saneamento básico. 
O Programa das Nações Unidas para o Desenvolvimento resume da seguinte maneira a distribuição mundial de água no relatório de desenvolvimento de 2006: "Uma parte do mundo sustenta um mercado de água engarrafada que não gera benefícios tangíveis para a saúde, outra parte sofre graves riscos à saúde pública porque as pessoas precisam beber água de drenos ou de lagos e rios." A água doce – agora mais preciosa do que nunca por seu uso extensivo na agricultura, fabricação de alta tecnologia e produção de energia – está recebendo cada vez mais atenção como um recurso que requer melhor gerenciamento e uso sustentável. [carece de fontes?]
Os direitos das águas ribeirinhas tornaram-se questões de diplomacia internacional, além dos direitos e políticas nacionais e regionais da água. O vice-presidente do Banco Mundial, Ismail Serageldin, previu: "Muitas das guerras do século 20 foram por causa do petróleo, mas as guerras do século 21 serão por causa da água, a menos que mudemos a maneira como a administramos". Isso é contestado por alguns, no entanto, que argumentam que as disputas sobre a água geralmente são resolvidas pela diplomacia e não se transformam em conflitos armados. Outra nova escola de pensamento argumenta que "os medos percebidos de perder o controle sobre a água compartilhada podem contribuir para uma preparação constante para ir à guerra entre as nações ribeirinhas, caso haja uma".

## Gestão da água

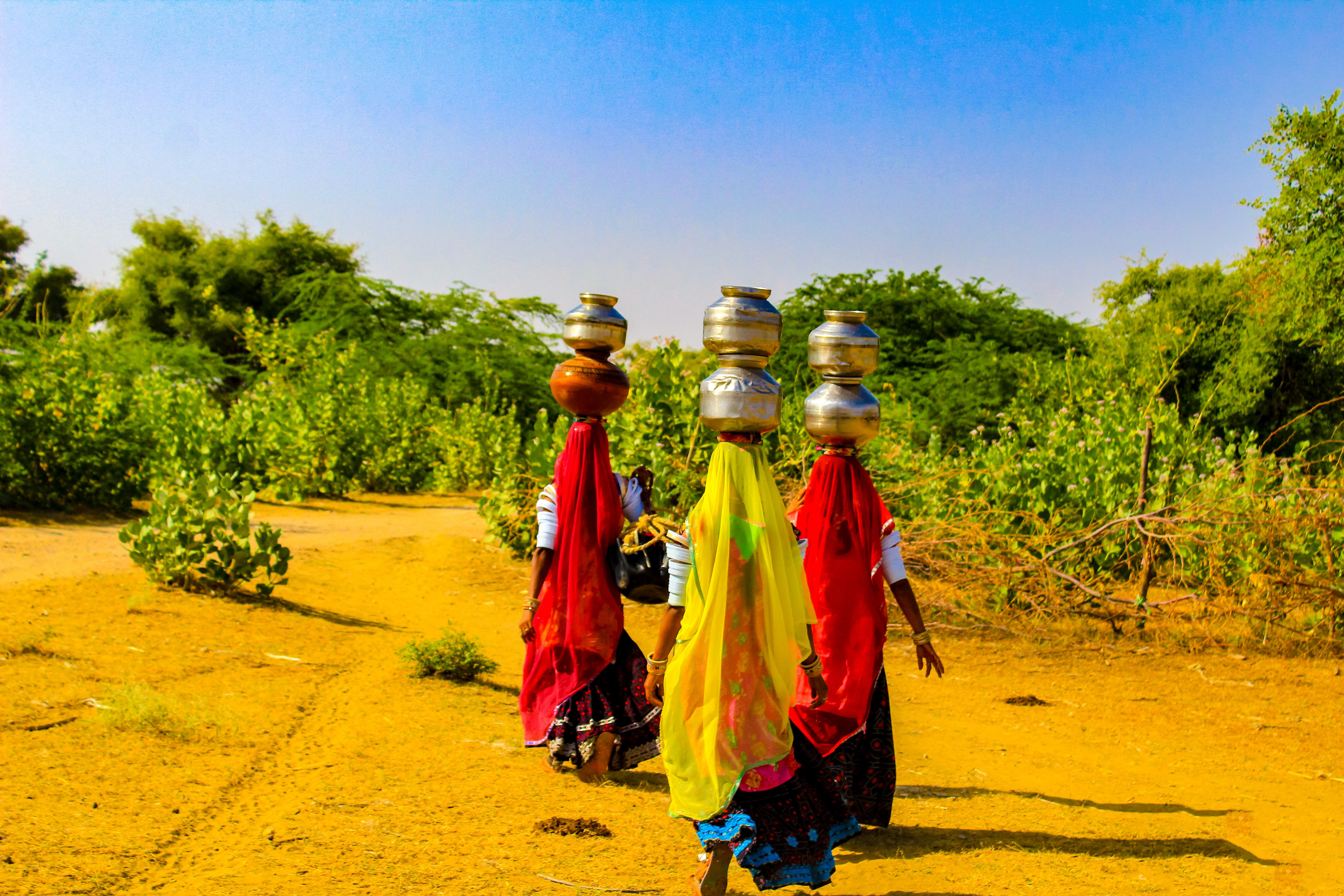
Mulheres indianas carregando água

A gestão da água, às vezes chamada de gestão de recursos hídricos, abrange os processos de formulação de políticas e a legislação que afeta a coleta, preparação, uso, descarte e proteção dos recursos hídricos. A água é uma necessidade para todas as formas de vida, bem como indústrias das quais os humanos dependem, como desenvolvimento de tecnologia e agricultura. Essa necessidade global de acesso à água limpa exige uma política de recursos hídricos para determinar os meios de abastecimento e proteção dos recursos hídricos. A política de gestão de recursos hídricos varia de região para região e depende da disponibilidade ou escassez de água, da condição dos sistemas aquáticos e das necessidades regionais de água. Como as bacias hidrográficas não se alinham com as fronteiras nacionais, a política de recursos hídricos também é determinada por acordos internacionais, também conhecidos como hidropolítica. A proteção da qualidade da água também se enquadra na política de recursos hídricos; as leis que protegem a química, a biologia e a ecologia dos sistemas aquáticos, reduzindo e eliminando a poluição, regulando seu uso e melhorando a qualidade, são consideradas políticas de recursos hídricos. Ao desenvolver políticas de recursos hídricos, muitas partes interessadas, variáveis ambientais e considerações devem ser levadas para garantir que a saúde das pessoas e dos ecossistemas seja mantida ou melhorada. Finalmente, o zoneamento oceânico, a gestão de recursos costeiros e ambientais também são englobados pela gestão de recursos hídricos, como no caso do arrendamento de terras para estações eólicas marinhas.
À medida que a escassez de água aumenta com as mudanças climáticas, políticas robustas de recursos hídricos se tornam mais necessárias. Estima-se que 57% da população mundial sofrerá escassez de água pelo menos um mês por ano até 2050. Políticas de mitigação e atualização de recursos hídricos exigirão colaboração interdisciplinar e internacional, incluindo funcionários do governo, cientistas ambientais, sociólogos, economistas, modeladores climáticos e ativistas.

## Conceitos de política da água

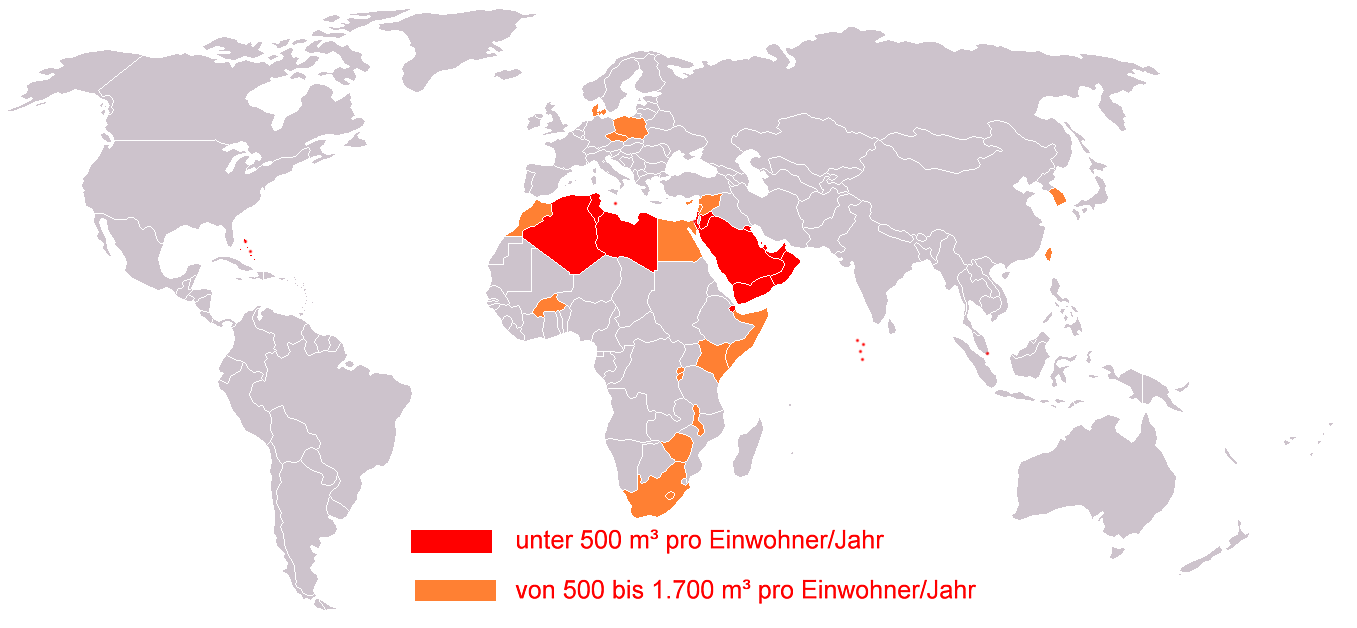
Avaliabilidade da água no mundo (em alemão)

### Hidro-hegemonia
A estrutura da hidro-hegemonia foi postulada pelos estudiosos Mark Zeitoun e Jeroen F. Warner em 2006 como um paradigma analítico útil para examinar as opções de povos ribeirinhos hegemonizados e como eles podem se afastar da dominação, transacionando para a cooperação.
A hidro-hegemonia refere-se à “hegemonia no nível da bacia hidrográfica, alcançada por meio de estratégias de controle de recursos hídricos, como captura, integração e contenção de recursos. As estratégias são executadas através de uma série de táticas (por exemplo, coerção-pressão, tratados, construção de conhecimento, etc.) que são possibilitadas pela exploração das assimetrias de poder existentes dentro de um contexto institucional internacional fraco". Os dois pilares da hidro-hegemonia são a posição ribeirinha e o potencial de exploração. O ator que ganha o controle sobre o recurso é determinado pela forma de hidro-hegemonia que se estabelece, em favor do mais poderoso ("primeiro entre iguais").
Em 2010, os pesquisadores Mark Zeitoun e Ana Elisa Cascão modificaram a estrutura para constituir quatro pilares abrangentes de poder – poder geográfico, poder material, poder de barganha e poder ideacional. Assim, a hidro-hegemonia pode ser entendida como a hegemonia no nível da bacia hidrográfica que ocorre onde o controle sobre os fluxos transfronteiriços é consolidado pelo ator mais poderoso.

## A água como recurso crítico
A água doce é um requisito fundamental de todos os organismos vivos, culturas, gado e humanidade incluídos. O PNUD considera o acesso a ela um direito humano básico e um pré-requisito para a paz. O ex-secretário-geral da ONU Kofi Annan declarou em 2001: "O acesso à água potável é uma necessidade humana fundamental e, portanto, um direito humano básico. A água contaminada põe em risco a saúde física e social de todas as pessoas. É uma afronta à dignidade humana”. Com o aumento do desenvolvimento, muitas indústrias, incluindo silvicultura, agricultura, mineração, manufatura e recreação exigem quantidades adicionais consideráveis de água doce para operar. Isso, no entanto, levou a aumentos na poluição do ar e da água, que por sua vez reduziram a qualidade do abastecimento de água. Práticas de desenvolvimento mais sustentáveis são vantajosas e necessárias.
De acordo com a OMS, cada ser humano necessita de um mínimo de 20 litros de água doce por dia para higiene básica; isso é igual a 7,3 metros cúbicos por pessoa ao ano. Com base na disponibilidade, acesso e desenvolvimento do abastecimento de água, os números de uso específico variam muito entre países, com as nações desenvolvidas tendo sistemas existentes para tratar a água para consumo humano e entregá-la a todos os lares. Ao mesmo tempo, porém, algumas nações da América Latina, partes da Ásia, Sudeste Asiático, África e Oriente Médio não têm recursos hídricos suficientes ou não desenvolveram a infraestrutura nos níveis necessários. Isso ocorre por muitas razões variadas. Essa questão resultou em conflitos e muitas vezes resulta em um nível ou quantidade reduzida de consumo de água doce per capita; essa situação leva à doença e, às vezes, à fome e à morte.
A fonte de praticamente toda a água doce é a precipitação da atmosfera, na forma de névoa, chuva e neve, como parte do ciclo da água. A água doce constitui apenas 3% de toda a água da Terra, e disso, pouco mais de dois terços é armazenado congelado em geleiras e calotas polares. A água doce restante descongelada é encontrada principalmente como água subterrânea, com apenas uma pequena fração presente no ar ou na superfície do solo.  A água superficial é armazenada em pântanos, lagos ou flui em um córrego ou rio, e é o recurso mais comumente utilizado para a água. Em alguns lugares, a água de superfície pode ser armazenada em um reservatório atrás de uma barragem e, em seguida, usada para abastecimento de água municipal e industrial, para irrigação e geração de energia na forma de hidroeletricidade. Águas subterrâneas subsuperficiais, embora armazenadas no espaço poroso do solo e da rocha; é mais utilizado como água que flui dentro de aquíferos abaixo do lençol freático. A água subterrânea pode existir tanto como um sistema de água renovável intimamente associado à água de superfície quanto como um sistema separado de água subterrânea profunda em um aquífero. Este último caso às vezes é chamado de "água fóssil" e é realisticamente não renovável. Normalmente, a água subterrânea é utilizada onde as fontes de superfície não estão disponíveis ou quando a distribuição de abastecimento de superfície é limitada.
Os rios às vezes correm por vários países e muitas vezes servem como demarcação entre eles. Com esses rios, o abastecimento, a alocação, o controle e o uso da água são de grande importância para a sobrevivência, qualidade de vida e sucesso econômico. O controle dos recursos hídricos de uma nação é considerado vital para a sobrevivência de um estado. Também ocorre um fluxo semelhante de águas subterrâneas transfronteiriças. A competição por esses recursos, particularmente quando limitados, causou ou foi aditiva a diversos conflitos no passado.
As terras altas da Etiópia podem ser consideradas uma região de "torres de água" na África Oriental. O controle soberano do abastecimento de água nas terras altas provavelmente governará a política da jusante por muitos anos.

## Contaminação da atividade humana
A contaminação da água geralmente ocorre por meio de uma série de dois mecanismos: fontes pontuais e não pontuais de poluição. De acordo com a Agência de Proteção Ambiental dos EUA (EPA), a poluição por fonte pontual é "qualquer fonte identificável única de poluição da qual os poluentes são descarregados, como um cano, vala, navio ou chaminé de fábrica". Portanto, entre os exemplos mais comuns de poluição de fonte pontual, a má fábrica e o tratamento de esgoto aparecem no topo da lista; embora não tão frequentes, mas igualmente - se não mais - perigosos, os derramamentos de óleo são outro exemplo famoso de fonte pontual de poluição. Por outro lado, fontes difusas de poluição são aquelas que podem vir de diferentes fontes, dentre as quais, atividades agrícolas deficientes e mal monitoradas podem afetar negativamente a qualidade de quaisquer fontes de água próximas.

### Países da OCDE

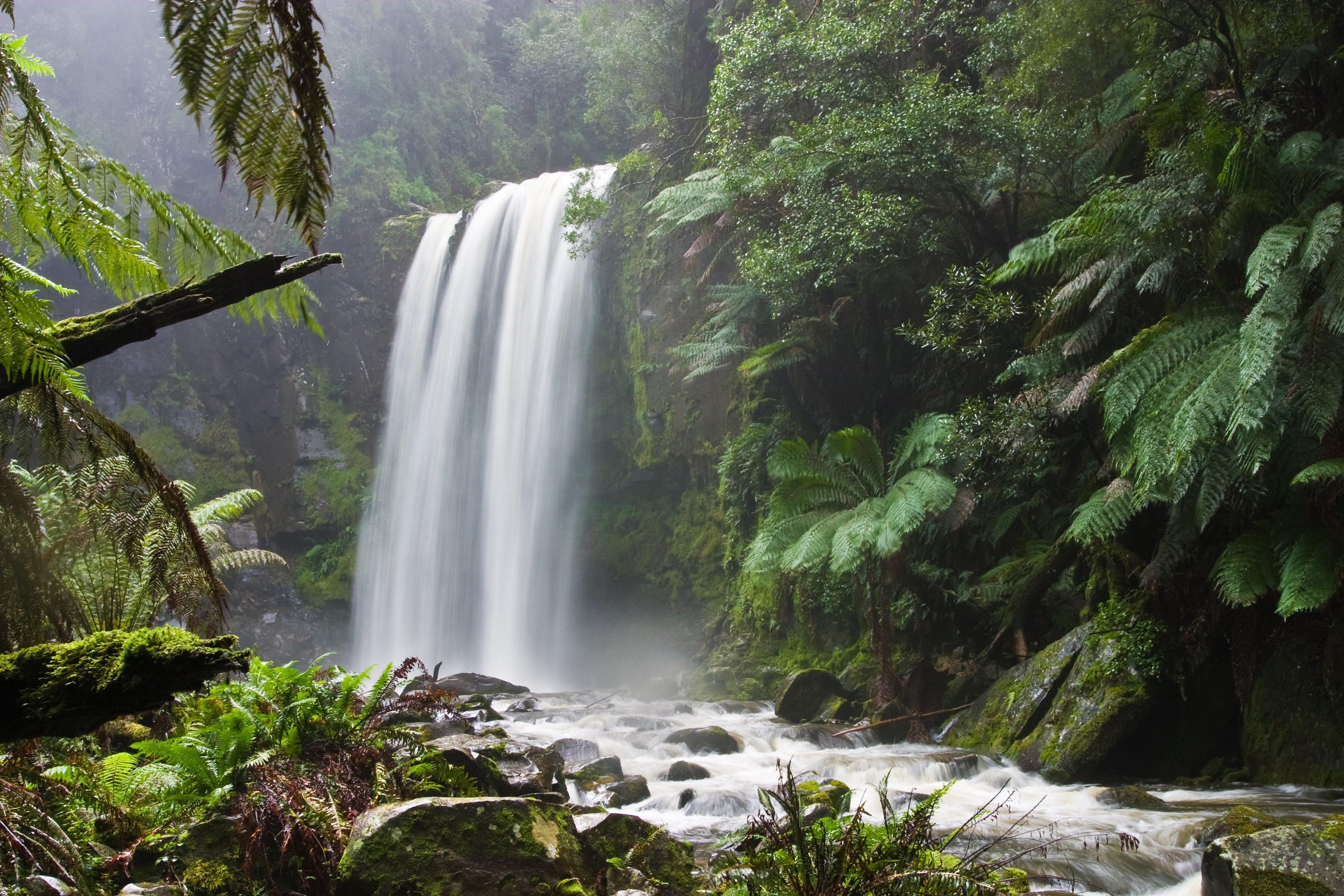
Hopetoun Falls perto do Parque Nacional de Otway, Victoria, Austrália

### Índia

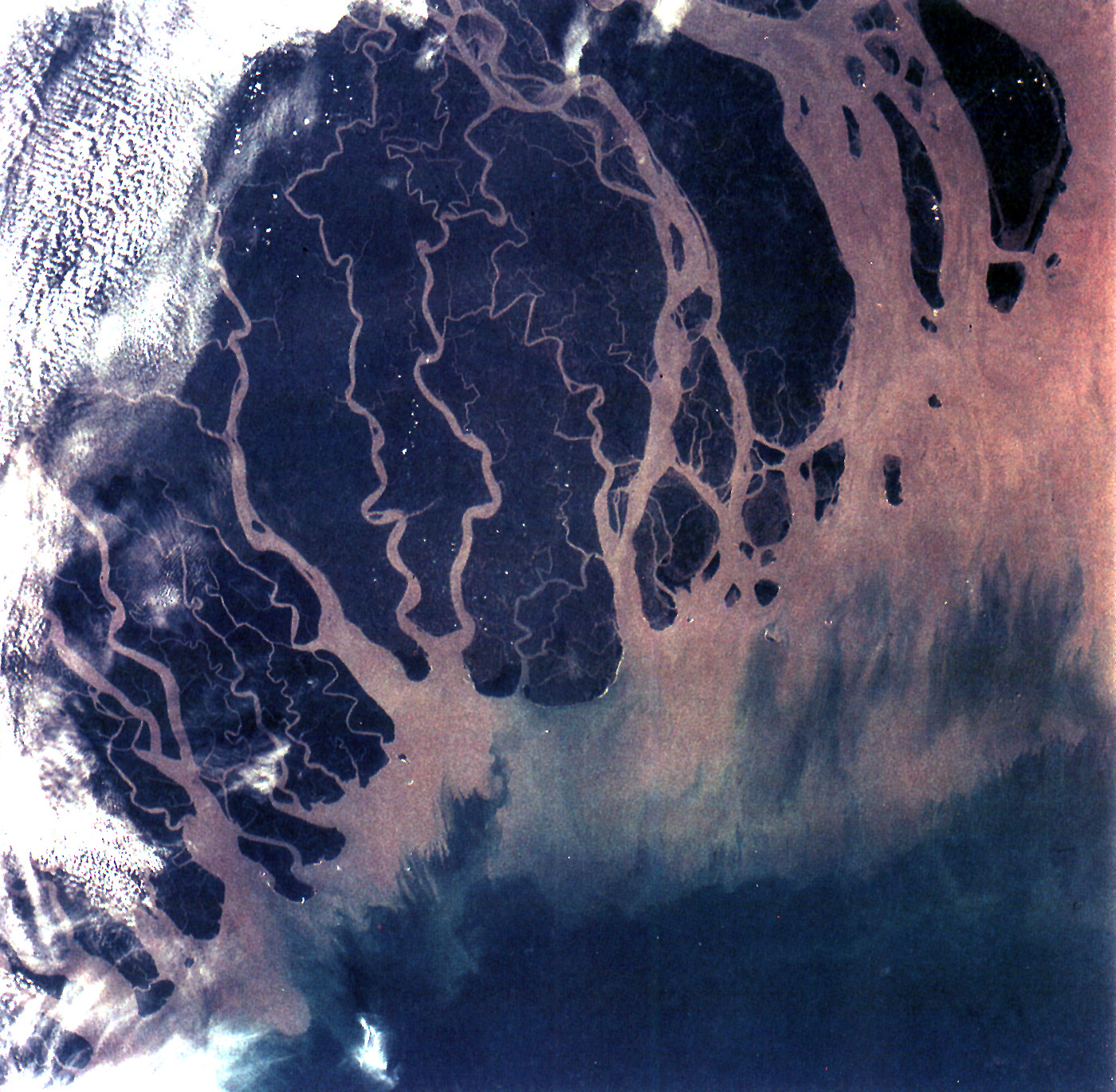
Delta do rio Ganges, Bangladesh e Índia

### Oriente Médio

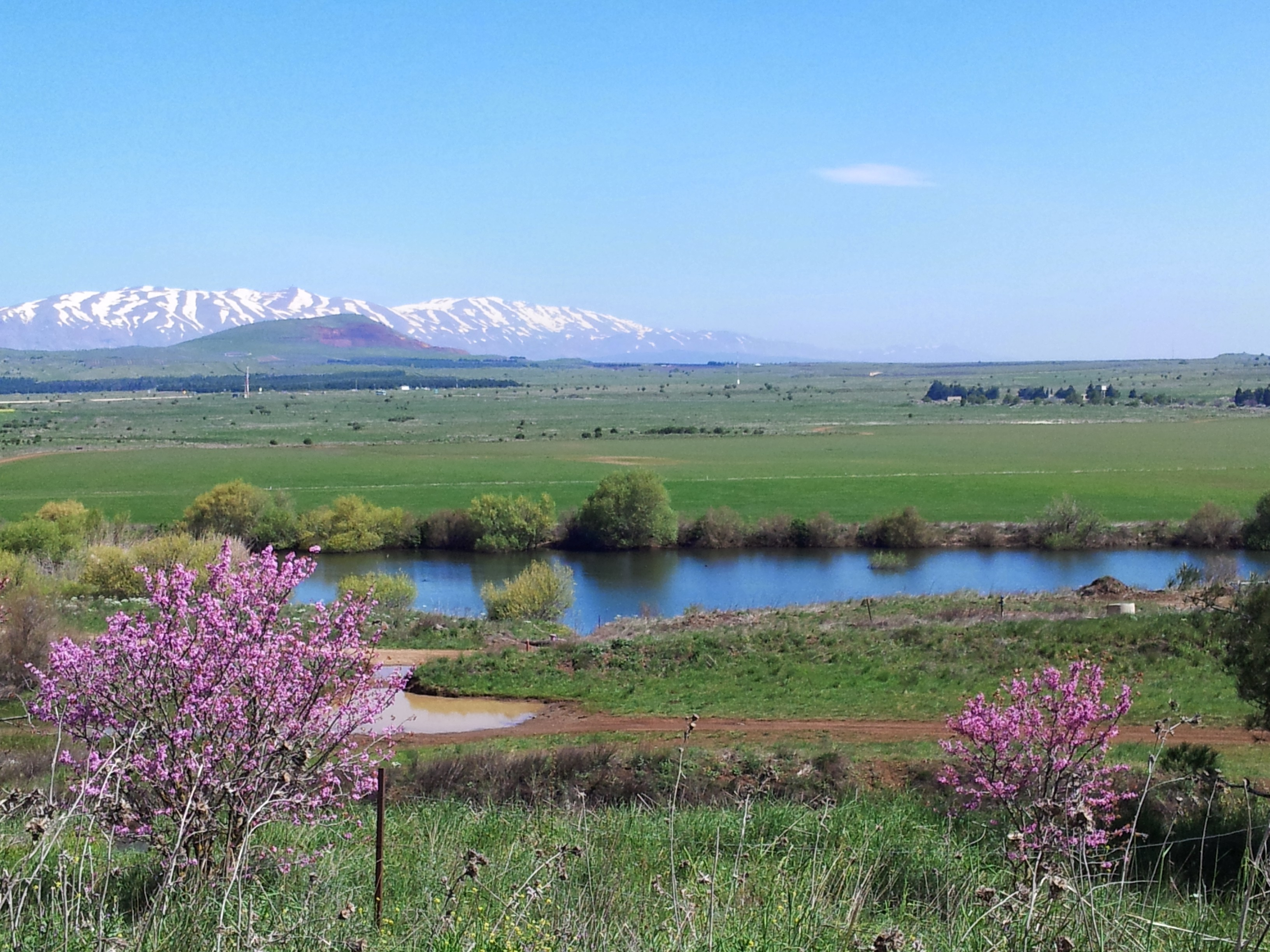
Reservatório de águas pluviais nas Colinas de Golã.

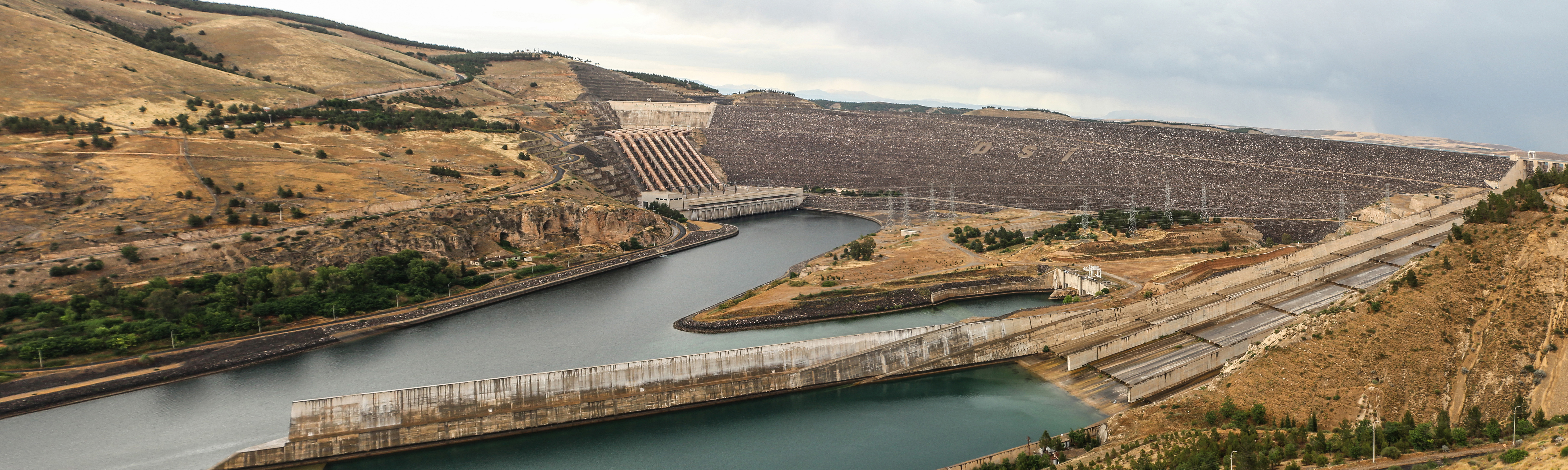
Barragem de Atatürk na Turquia

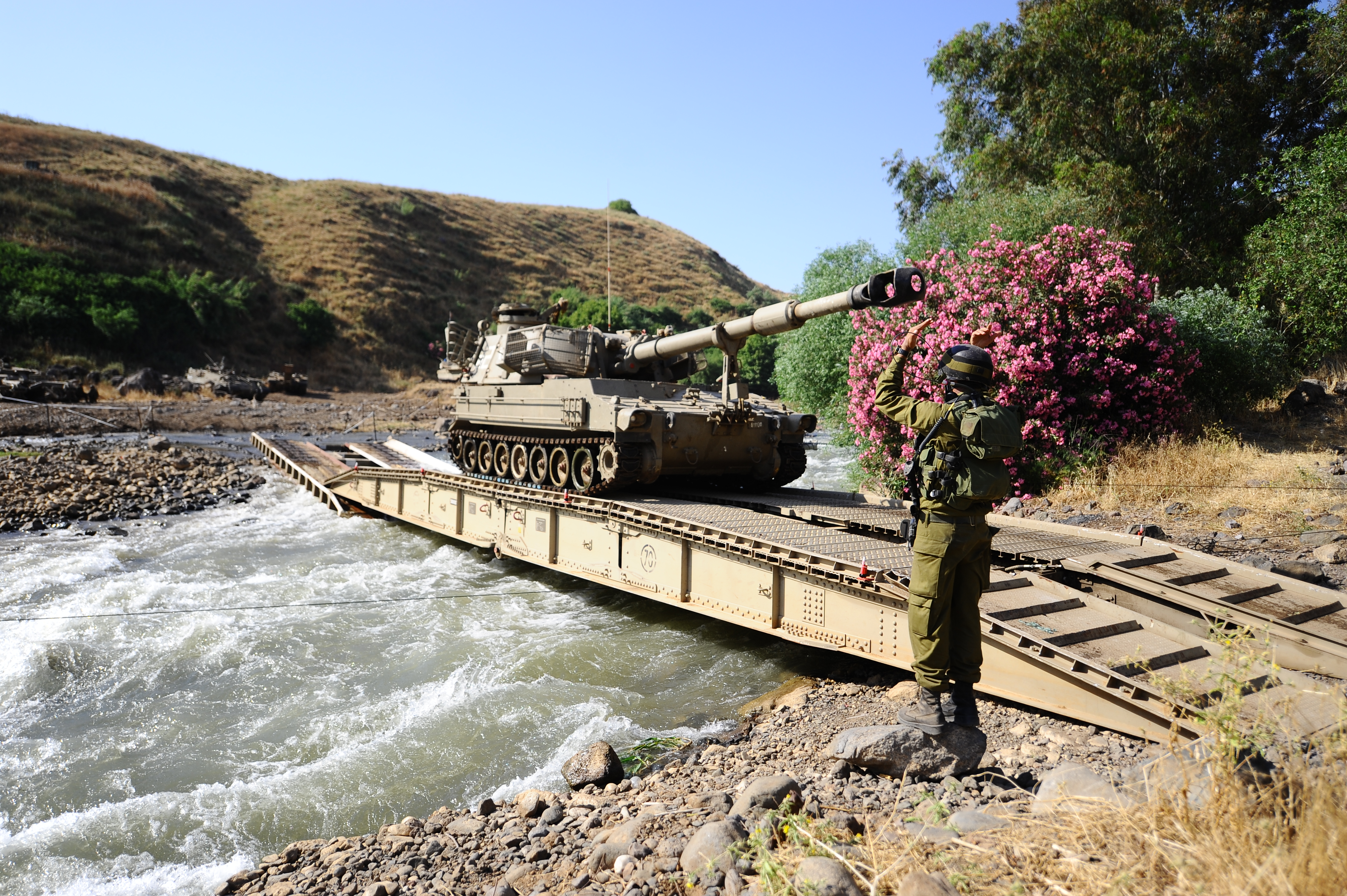
O Rio Jordão

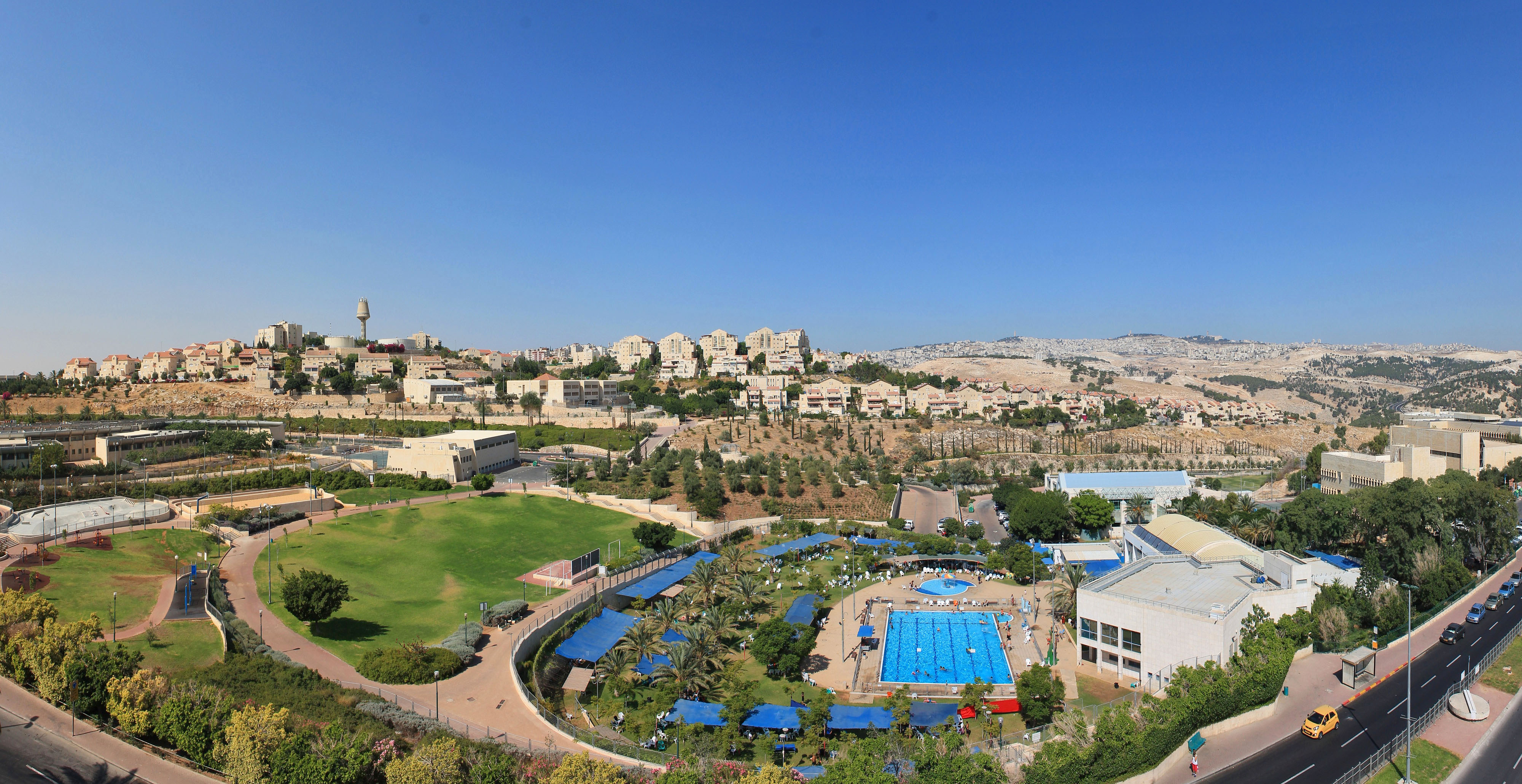
Assentamento israelense na Cisjordânia ocupada

#### Egito

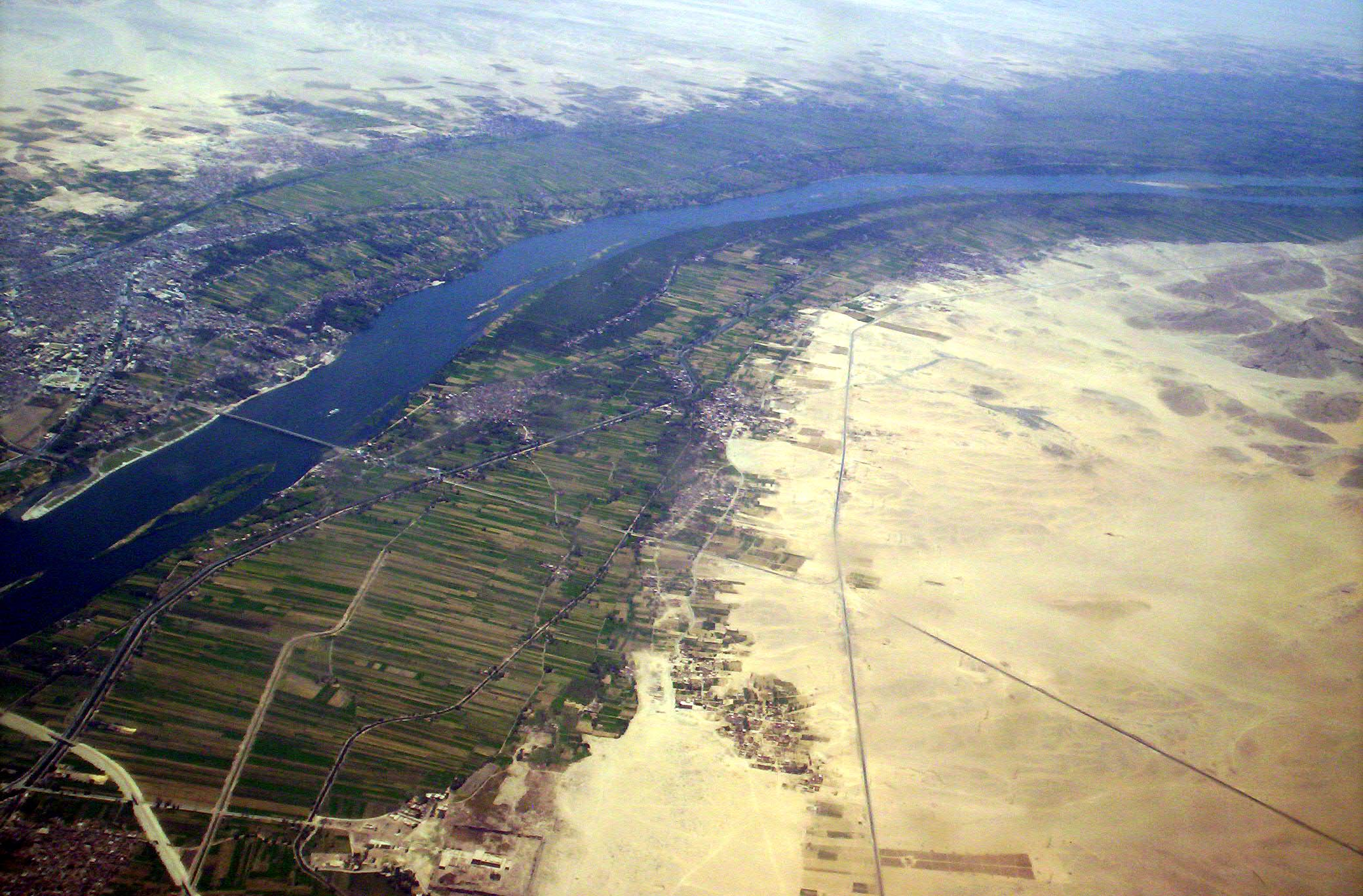
Uma vista aérea da irrigação do Rio Nilo, apoiando a agricultura no Egito